# Hustle (catch)
Pour les articles homonymes, voir Hustle.
HUSTLE (ハッスル, Hassuru) est une fédération de catch (lutte professionnelle) japonaise dirigée par Nobuhiko Takada, Elle est créée en 2004 par Dream State Entertainment (en), la maison mère de la fédération d'arts martiaux mixtes Pride Fighting Championship et met plus l'accent sur le divertissement que sur l'aspect réaliste de ses combats.

## Historique
Au début des années 2000, les audiences du catch au Japon baisse car les fédérations d'arts martiaux mixtes comme la Pride Fighting Championship offrent un produit différent. La Pride FC appartient à la société Dream State Entertainment (en) qui décide de créer sa propre fédération de catch nommé HUSTLE et dirigé par Nobuhiko Takada. Son objectif est de proposer un spectacle similaire à celui que propose la World Wrestling Entertainment.
Le premier spectacle nommé HUSTLE 1 a lieu le 4 janvier 2004 et cette fédération propose alors des combats réalistes et des oppositions entre catcheurs et combattants d'arts martiaux mixtes de la Pride FC avec la présence de Mark Coleman et Kevin Randleman. De plus, de célèbres catcheurs américains luttent comme Vader et Bill Goldberg. Dès ce premier spectacle, la HUSTLE montre aussi qu'elle souhaite être divertissante en proposant des catcheurs aux gimmicks comique comme Razor Ramon Hard Gay ou les Hustle Kamen qui parodient les héros de super sentai.

## Championnats

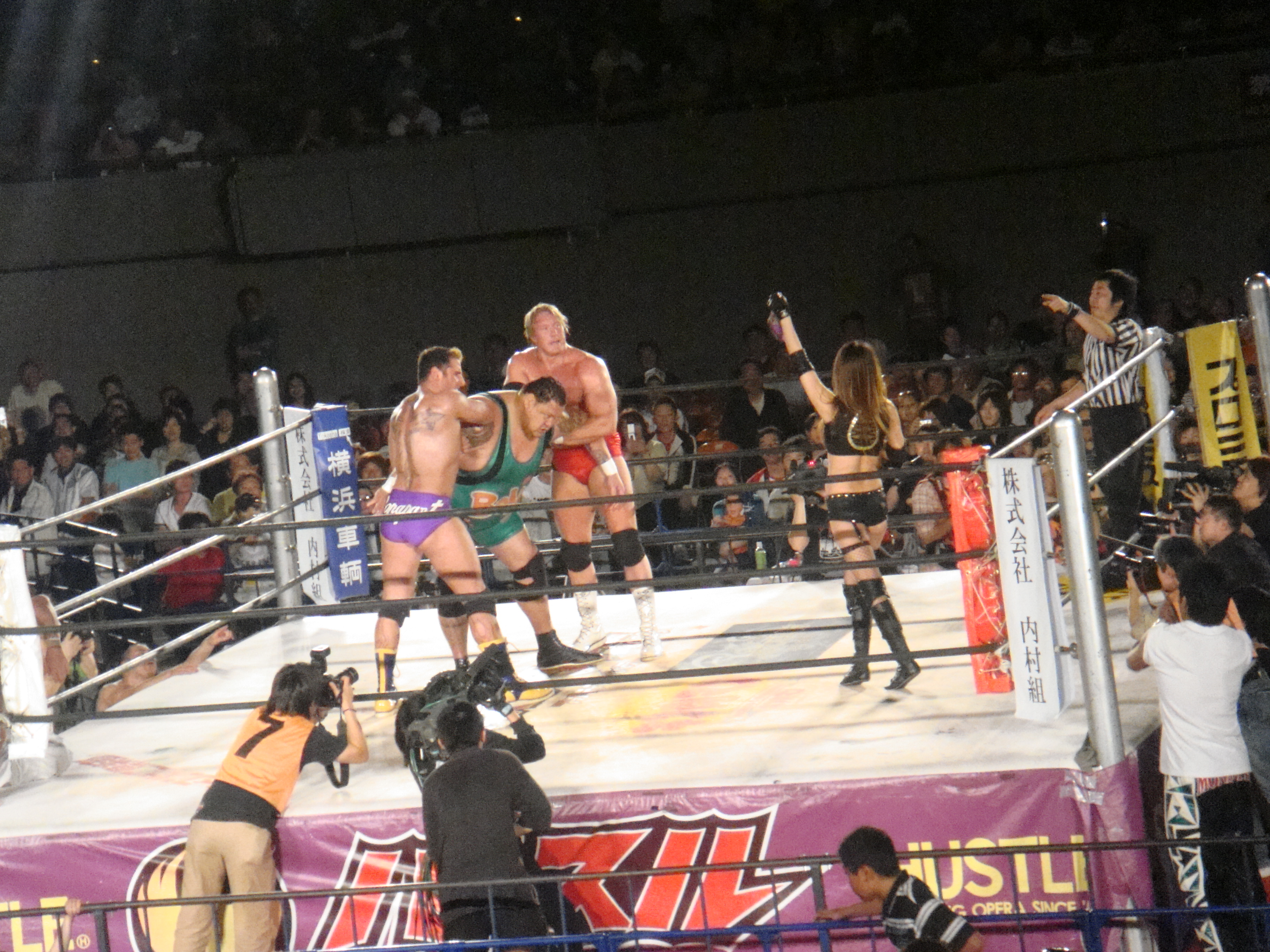
René Goguen, Lance Cade, Tarō Akebono, Françoise Hirota et Daisuke Noguchi sur le ring de la Hustle en 2009.

| Championnat                        | Dernier champion                       | Date              |
| ---------------------------------- | -------------------------------------- | ----------------- |
| Hustle Hardcore Hero Championship  | Tadao Yasuda                           | 10 septembre 2005 |
| Hustle Super Tag Team Championship | Team 3D (Brother Ray et Brother Devon) | 9 octobre 2006    |